# ジュニアオリンピック陸上競技大会
ジュニアオリンピック陸上競技大会（ジュニアオリンピックりくじょうきょうぎたいかい）は、日本陸連の主催で毎年秋に行われる中学生世代の陸上競技大会である。いくつかの改称及び参加資格変更を経ており、2021年以降の大会名は、JOCジュニアオリンピックカップ U16陸上競技大会である。

## 歴史
第1回（1970年11月、国立競技場）から第2回までの大会名はジュニア陸上競技選手権大会、第3回から第6回までは全日本ジュニア陸上競技選手権大会である。
当初は、大1年・高3年相当がAクラス、高1・2年相当がBクラス、中学生相当がCクラスに分けられていたが、第8回以降は頻繁に出場資格やクラス分けのルールが改定されることとなる。※下記参照
第5回（1974年）に先立って開催された第1回全日本中学校陸上競技選手権大会の影響で、当大会もそれまでの運動会的な雰囲気を脱して本格的な競技会へと変貌する。これにより中学生選手にとって当大会が全中陸上（高校生選手はインターハイ）のリベンジ大会の側面を持つようになった。
第7回（1976年）から大会名をジュニアオリンピック陸上競技大会に改称。
第8回（1977年）に、新種目としてソフトボール投が追加された。
第10回（1979年）は、韓国選抜と豪クイーンズランド州選抜が参加。
第18回（1987年）から、10月開催に変更。1994年のみ11月開幕。
第21回（1990年）は、国立競技場が改修中のため静岡県草薙総合運動場で開催。
第30回（1999年）からは横浜国際総合競技場で開催。
第31回（2000年）から新種目が追加。（男子B・Cと女子Bに円盤投とジャベリックスロー。女子Cにジャベリックスロー）
参加者増による過密日程のため第35回（2004年）は、トラック競技の一部が準決勝廃止、フィールド競技も予選廃止や同時展開で行われた。
第36回（2005年）から中学生世代のみの大会となる。（学年でクラス分け。学年と年齢が相違している場合は年齢に該当する区分にエントリー。外国籍者はオープン参加）。
第37回（2006年）から第48回（2017年）まで、日本陸上競技選手権リレー競技大会と同時開催。
第49回（2018年）から学年度別クラス分けが廃止され、（中学1年生を除く）早生まれの者はひとつ下のクラスに変更となった。そのため早生まれの高校1年生世代（専門学生や団体・個人登録者含む）の参加が可能となる（円盤投、ジャベリックスロー、リレーを除く）。この措置は、2017年夏のインターハイでU18日本新記録を樹立した早生まれの高3選手が秋のU18日本選手権（旧ユース陸上）の出場資格を得られなかったことによる統一ルール制定である。
第50回（2019年）はラグビーワールドカップ開催の関係上川崎市等々力競技場で開催予定であったが、初日以外は令和元年東日本台風（台風19号）接近のため中止となった。
2020年の第51回大会は、新型コロナの影響による全中陸上の中止に伴う措置で、学年度別のJOCジュニアオリンピックカップ 全国中学生陸上競技大会2020として開催。全国高等学校陸上競技大会2020並びに日本選手権リレーと同時開催された。
2021年は、大会名をJOCジュニアオリンピックカップ 第15回U18/第52回U16陸上競技大会に改称して、愛媛県総合運動公園陸上競技場で開催。

## クラス分けの変遷
※実際には実学年ではなく基準日（4月1日あるいは12月31日）時点での満年齢で区分けされるが、便宜上学年で記す。
第1回〜第7回 - A（大1・高3）、B（高1・2）、C（中学生）
第8回 - A（大1・高2・3）、B（高1・中3） 、C（中1・2）
第9回 - A（高2・3）、B（高1・中3）、C（中2）、D（中1）
第10回〜第15回 - A（高1・2）、B（中2・3）、C（中1）。5000m競歩のみ高3の出場可。
第16回〜第17回 - A（高1・2）、B3（中3）、B2（中2）、C（中1）
第18回〜第20回 - A（高1・2）、B（中3）、C（中2）、D（中1）
第21回〜第24回 - A（高2・3）、B（高1・中3）、C（中2）、D（中1）
第25回〜第28回 - A（高1・2）、B（中3）、C（中2）、D（中1) 
第29回〜第35回 - A（高1）、B（中3）、C（中2）、D（中1) 
第36回〜第48回、第51回 - A（中3）、B（中2）、C（中1) 
第49回〜第50回、第52回 - A（遅生まれの中3と早生まれの高1）、B（遅生まれの中2と早生まれの中3）、C（中1と早生まれの中2）

## 実施種目
数年おきに変更される場合がある。ここでは2012年のものを参考にする。

### 男子
Aクラス
100m・200m・3000m・110mH(0.991m/9.14m)・走高跳・砲丸投(5kg)
Bクラス
100m・1500m・110mH(0.914m/9.14m)・走幅跳・砲丸投(4kg)
Cクラス
100m・1500m・走幅跳
A･B・Cクラス共通
円盤投(1.5kg)・ジャベリックスロー(0.3kg)
A･B･Cクラス共通
4×100mR

### 女子
Aクラス
100m・200m・3000m・100mYH(0.762m/8.5m)・走高跳・砲丸投(4kg)
Bクラス
100m・1500m・100mH(0.762m/8.0m)・走幅跳・砲丸投(2.721kg)
Cクラス
100m・800m・走幅跳
A･B･Cクラス共通
円盤投(1kg)・ジャベリックスロー(0.3kg)
A･B･Cクラス共通
4×100mR

## 大会記録

### 男子
| 区    | 種目                  | 記録      | 選手                              | 所属                                           | 回                   | 年                   | 備考                     |
| ----- | --------------------- | --------- | --------------------------------- | ---------------------------------------------- | -------------------- | -------------------- | ------------------------ |
| A     | 100m                  | 10秒68    | 池上洋二郎 大瀬戸一馬 日吉克実    | 山鹿中（熊本） 新津中（福岡） 修善寺中（静岡） | 第20回 第40回 第41回 | 1989年 2009年 2010年 | 中学歴代4位              |
| A     | 200m                  | 21秒36    | 為末大                            | 五日市中（広島）                               | 第24回               | 1993年               | 中学歴代2位              |
| A     | 400m                  | 49秒07    | 加藤晴康                          | 雄踏中（静岡）                                 | 第17回               | 1986年               | 廃止                     |
| A     | 800m                  | 1分55秒28 | 渡邊光                            | 明倫中（山形）                                 | 第34回               | 2003年               | 廃止                     |
| A     | 3000m                 | 8分17秒84 | 石田洸介                          | 浅川中（福岡）                                 | 第48回               | 2017年               | 日本中学記録             |
| A     | 110mJH (0.991m/9.14m) | 14秒24    | 仲田祥平                          | 西脇中（兵庫）                                 | 第38回               | 2007年               | 中学歴代最高             |
| A     | 走高跳                | 2m10      | 境田裕之                          | 春光台中（北海道）                             | 第17回               | 1986年               | 日本中学記録             |
| A     | 砲丸投 (5.000kg)      | 17m31     | 武田歴次                          | 美馬中（徳島）                                 | 第41回               | 2010年               |                          |
| B     | 100m                  | 10秒88    | 佐藤章仁                          | 郡山五中（福島）                               | 第27回               | 1996年               | 中二歴代5位              |
| B     | 1500m                 | 3分58秒96 | 石田洸介                          | 浅川中（福岡）                                 | 第47回               | 2016年               | 中二歴代最高             |
| B     | 110mMH (0.914m/9.14m) | 14秒50    | 鹿田真翔                          | 飯田中（香川）                                 | 第48回               | 2017年               | 中二歴代3位              |
| B     | 走幅跳                | 7m00      | 間中太亮                          | 岩名中（千葉）                                 | 第41回               | 2010年               |                          |
| B     | 砲丸投 (4.000kg)      | 17m31     | 石田歩                            | 福崎東中（兵庫）                               | 第41回               | 2010年               |                          |
| C     | 100m                  | 11秒20    | 鈴木祐太                          | 本郷中（愛知）                                 | 第38回               | 2007年               | 中一歴代3位              |
| C     | 1500m                 | 4分04秒00 | 佐々木塁                          | 盛岡河南中（岩手）                             | 第45回               | 2014年               | 中一歴代最高             |
| C     | 100mMH (0.840m/8.5m)  | 13秒84    | 岩崎聖                            | 東海中（愛知）                                 | 第40回               | 2009年               | 中一歴代最高             |
| C     | 走幅跳                | 6m44      | 松田敬佑                          | 鹿児島ジュニア（鹿児島）                       | 第40回               | 2009年               |                          |
| C     | 砲丸投                | 17m79     | 古市裕磨                          | 高瀬中（香川）                                 | 第34回               | 2003年               | 廃止                     |
| A B C | 円盤投 (1.0kg/A・B)   | 61m24     | 蓬田和正                          | 別府中（兵庫）                                 | 第33回               | 2002年               | 中学歴代最高 1.5kgへ移行 |
| A B C | 円盤投 (1.5kg)        | 51m23     | 幸長慎一                          | 姫路東中（兵庫）                               | 第43回               | 2012年               |                          |
| A B C | ｼﾞｬﾍﾞﾘｯｸｽﾛｰ(0.300kg)  | 81m11     | 比嘉遥                            | 久辺中（沖縄）                                 | 第44回               | 2013年               | 中学歴代最高             |
| A B C | 4×100mR               | 42秒16    | 岩浪巧実 小野寺潤 太田善 堀田俊斗 | 埼玉選抜                                       | 第46回               | 2016年               |                          |

### 女子
| 区    | 種目                 | 記録      | 選手                                    | 所属                     | 回     | 年     | 備考         |
| ----- | -------------------- | --------- | --------------------------------------- | ------------------------ | ------ | ------ | ------------ |
| A     | 100m                 | 11秒79    | 鈴木くるみ                              | 上富良野中（北海道）     | 第47回 | 2016年 | 中学歴代4位  |
| A     | 200m                 | 23秒99    | ハッサン・ナワール                      | 松戸五中（千葉）         | 第50回 | 2019年 | 中学歴代1位  |
| A     | 3000m                | 9分12秒89 | 久馬悠                                  | 綾部中（京都）           | 第39回 | 2008年 | 中学歴代3位  |
| A     | 100mYH (0.762m/8.5m) | 13秒93    | 藤森菜那                                | 浜松入野中（静岡）       | 第43回 | 2012年 | 中学歴代最高 |
| A     | 走高跳               | 1m72      | 兵藤典子                                | 観山中（静岡）           | 第13回 | 1982年 |              |
| A     | 走高跳               | 1m72      | 磯本亜矢子                              | 観音中（広島）           | 第15回 | 1984年 |              |
| A     | 砲丸投               | 12m54     | 郡菜々佳                                | 淀川中（大阪）           | 第43回 | 2012年 |              |
| B     | 100m                 | 12秒01    | 鈴木咲子                                | 大中山中（北海道）       | 第21回 | 1990年 | 中二歴代2位  |
| B     | 1500m                | 4分24秒73 | 木村友香                                | 籠上中（静岡）           | 第39回 | 2008年 | 中二歴代最高 |
| B     | 100mH (0.762m/8.0m)  | 13秒98    | 澤田イレーネオギモンギ                  | ＫＭＣ陸上クラブ（東京） | 第42回 | 2011年 |              |
| B     | 走高跳               | 1m75      | 佐藤恵                                  | 木戸中（新潟）           | 第11回 | 1980年 |              |
| B     | 走幅跳               | 5m85      | 天城帆乃香                              | 天竜中（静岡）           | 第42回 | 2011年 |              |
| B     | 砲丸投               | 14m49     | 渡辺希実                                | 美浜中（福井）           | 第34回 | 2003年 |              |
| C     | 100m                 | 12秒19    | 北祐子                                  | 蒲原中（東京）           | 第11回 | 1980年 | 中一歴代最高 |
| C     | 100mH                | 14秒84    | 中原元子                                | 函館北中（北海道）       | 第37回 | 2006年 | 中一歴代２位 |
| C     | 走幅跳               | 5m47      | 小野田吏紗                              | 静岡東中（静岡）         | 第43回 | 2012年 |              |
| C     | 砲丸投               | 13m48     | 冨田江利奈                              | 島田中（山口）           | 第32回 | 2001年 |              |
| A B C | 円盤投               | 39m77     | 助永仁美                                | 生田中（兵庫）           | 第34回 | 2003年 |              |
| A B C | ｼﾞｬﾍﾞﾘｯｸｽﾛｰ          | 56m11     | 田中来夢                                | 吉備中（岡山）           | 第42回 | 2011年 | 中学歴代最高 |
| A B C | 4×100mR              | 47秒26    | 小野田吏紗 大竹佑奈 渡邉菜月 天城帆乃香 | 静岡選抜                 | 第43回 | 2012年 |              |

## レベルの高い標準記録
この大会は、毎年8月に行われる全日本中学校陸上競技選手権大会（全中）と同じように標準記録が設けられているが、Bクラスの標準記録が全中を超えるほどレベルが高く、各都道府県各種目に記録突破者がいない場合すらある。
その場合、各都道府県から選考された者のみがジュニアオリンピック陸上競技大会に出場できる。また、もとから標準記録が設けられていない種目もあり、その種目は各都道府県から一人が出場できる。以上のことから、国体と同じように各都道府県から1種目1人ずつを基本としていて、なおかつ非常に高い実力を持ちながら代表から漏れてしまう選手のことも考慮されているものだと思われる（国体はどんなにレベルが高くても1人まで）。

## 過去の主な参加者
- 第1回 - 曽根幹子、山下博子
- 第2回 - 曽根幹子、湶純江
- 第3回 - 瀬古利彦、長尾隆史（英語版）
- 第4回 - 長尾隆史、植田恭史、八木たまみ
- 第5回 - 長尾隆史、高橋卓己、臼井淳一、尾縣貢、八木たまみ
- 第6回 - 臼井淳一
- 第7回 - 吉田雅美、山本寿徳（走高跳）、八木たまみ
- 第8回 - 福光久代
- 第9回 - 大森重宜、小池弘文、奥村仁子（短距離走・走幅跳）
- 第10回 - 小池弘文、山下訓史、山内健次、吉田良一、不破弘樹、佐藤恵
- 第11回 - 山内健次、不破弘樹、山下佐知子、越本ひとみ（短距離走）
- 第12回 - 山内健次、不破弘樹、山下佐知子、磯崎公美
- 第13回 - 不破弘樹、青戸慎司、和田仁志（中距離走。息子はJリーガーの和田昌士）、山田勝彦（ソフトボール投[5]。後のプロ野球選手）
- 第14回 - 今村文男、佐藤恵、宮島秋子、弘山晴美、城島直美（短距離走・走幅跳・三種競技B。橋岡優輝の母）
- 第15回 - 青戸慎司、今村文男、伊東浩司
- 第16回 - 伊東浩司、渡辺高博、鈴木久嗣、井上悟、志水見千子
- 第17回 - 井上悟、大森盛一、山崎一彦、早狩実紀
- 第18回 - 大森盛一、柳澤哲、佐藤信之、早狩実紀
- 第19回 - 井上悟、森長正樹、土江寛裕
- 第20回 - 大森盛一、土江寛裕、朝原宣治、池上洋二郎、横山学、太田陽子
- 第21回 - 横山学、太田陽子、板倉美紀、市川良子、市橋有里、今井美希、花岡麻帆
- 第22回 - 土江寛裕、石本文人、佐藤敦之、野村智宏、板倉美紀、市川良子、市橋有里、今井美希、田中めぐみ
- 第23回 - 佐藤敦之、土江寛裕、大崎悟史、杉林孝法、為末大、寺野伸一、市川良子、市橋有里、田中めぐみ
- 第24回 - 佐藤敦之、為末大、寺野伸一、向井裕紀弘、市橋有里、池田久美子
- 第25回 - 為末大、寺野伸一、川畑伸吾、池田久美子、森千夏
- 第26回 - 為末大、寺野伸一、沢野大地、池田久美子、森千夏
- 第27回 - 小島茂之、山村貴彦
- 第28回 - 向井裕紀弘、内藤真人、髙平慎士
- 第29回 - 高平慎士、山本慎吾、山口有希、丹野麻美
- 第30回 - 高平慎士、塚原直貴、丹野麻美、佐野夢加、吉川美香、宗由香利（中距離走。宗猛の長女）
- 第31回 - 高平慎士、塚原直貴、成迫健児、丹野麻美、佐野夢加
- 第32回 - 塚原直貴、安孫子充裕、竹澤健介、佐藤悠基、木崎良子、海老原有希、木村文子、髙橋萌木子
- 第33回 - 安孫子充裕、中野弘幸、髙橋萌木子、青木沙弥佳、小林祐梨子、重友梨佐、福島千里、成田可菜絵
- 第34回 - 安孫子充裕、中野弘幸、横田真人、小林祐梨子、重友梨佐
- 第35回 - 安孫子充裕、中野弘幸、飯塚翔太、髙橋萌木子、我孫子智美
- 第36回 - 飯塚翔太、舘野哲也、鈴木亜由子
- 第37回 - 飯塚翔太、舘野哲也、矢澤航、鈴木亜由子
- 第38回 - 土井杏南
- 第39回 - 梨本真輝、土井杏南、木村友香、久馬悠、久馬萌、横江里沙
- 第40回 - 大瀬戸一馬、土井杏南